# All We Know of Heaven, All We Need of Hell
All We Know of Heaven, All We Need of Hell é o segundo álbum da banda americana de rock PVRIS. Foi lançado em 25 de agosto de 2017. O primeiro single "Heaven" foi lançado em 30 de abril de 2017.

## Background
Em 27 de julho de 2016, Lynn Gunn postou uma foto em seu Twitter mostrando 45 músicas que haviam sido escritas para o segundo álbum da banda. PVRIS tocou seu último show de 2016 no Summer Sonic Osaka em 21 de agosto. Depois disso, eles foram para a cidade de Utica no estado de Nova York para gravar seu segundo álbum em uma igreja supostamente assombrada que virou estúdio de gravação. Em 13 de fevereiro de 2017, a PVRIS confirmou em um post em sua página no Facebook que o álbum foi gravado. Em 17 de fevereiro de 2017, a PVRIS atualizou todas as suas plataformas de mídia social com um novo tema, bem como um post com os números romanos "II XX XVII" ou 2 20 17.  Em 20 de fevereiro eles anunciaram uma pequena turnê européia. Lynn Gunn então começou a twittar: "Oh meu amor, você não consegue ver? A nova era está apenas começando." Ela também confirmou que os fãs iriam ouvir algumas músicas novas na turnê européia. Em 4 e 5 de maio de 2017, PVRIS se apresentou em Londres como parte de sua turnê européia e tocou a música "Half" pela primeira vez como parte de seu novo álbum. A música foi lançada como o primeiro single promocional do álbum em 14 de julho de 2017. "Winter" foi lançado em 3 de agosto de 2017, como o segundo single promocional. O título do álbum provavelmente foi influenciado ou derivado das últimas linhas do poema de Emily Dickinson, "My life closed twice before its close".

## Lançamento
Em 1 de maio, All We Know of Heaven, All We Need of Hell foi inicialmente anunciado para lançamento em 4 de agosto. No entanto, em 18 de julho, o lançamento foi adiado para 25 de agosto devido a "ajustes de produção de última hora".

### Singles
Em 30 de abril de 2017, a PVRIS estreou o single "Heaven" na Radio 1 Rock Show da BBC.
Em 13 de junho, a PVRIS estreou "What's Wrong" no programa da BBC Radio 1 de Annie Mac como o segundo single do álbum.
Em 23 de agosto, o PVRIS lançou seu suposto terceiro single de seu álbum "Anyone Else", promovendo-o em suas mídias sociais.

## Recepção
All We Know of Heaven, All We Need of Hell recebeu aclamação de críticos de música. No site agregado de revisão Metacritic, o álbum tem uma pontuação média de 86 em 100, com base em 7 avaliações, indicando "aclamação universal". Antes do lançamento, a Alternative Press incluiu o álbum em sua lista dos álbuns mais esperados do ano. George Garner, da Q, disse que o álbum "marca uma intensificação dessa escuridão latente e expansividade musical", como foi ouvido no White Noise.

## Lista de músicas
| N.             | Título         | Duração |
| -------------- | -------------- | ------- |
| 1.             | "Heaven"       | 4:14    |
| 2.             | "Half"         | 4:30    |
| 3.             | "Anyone Else"  | 4:36    |
| 4.             | "What's Wrong" | 4:59    |
| 5.             | "Walk Alone"   | 5:13    |
| 6.             | "Same Soul"    | 3:47    |
| 7.             | "Winter"       | 3:47    |
| 8.             | "No Mercy"     | 3:59    |
| 9.             | "Separate"     | 4:19    |
| 10.            | "Nola 1"       | 3:39    |
| Duração total: | Duração total: | 42:56   |

## Charts
| Chart (2017)                          | Posição |
| ------------------------------------- | ------- |
| Australian Albums (ARIA)              | 12      |
| Austrian Albums (Ö3 Austria)          | 51      |
| Belgian Albums (Ultratop Flanders)    | 80      |
| Canadian Albums (Billboard)           | 45      |
| Dutch Albums (MegaCharts)             | 81      |
| German Albums (Offizielle Top 100)    | 97      |
| Irish Albums (IRMA)                   | 21      |
| New Zealand Heatseekers Albums (RMNZ) | 1       |
| Scottish Albums (OCC)                 | 5       |
| Swiss Albums (Schweizer Hitparade)    | 71      |
| UK Albums (OCC)                       | 4       |
| US Billboard 200                      | 41      |
| US Top Alternative Albums (Billboard) | 4       |
| US Top Rock Albums (Billboard)        | 4       |